# Marion (Mississippi)
Pour les articles homonymes, voir Marion.
La ville américaine de Marion est située dans le comté de Lauderdale, dans l’État du Mississippi. Elle comptait 1 305 habitants lors du recensement de 2000.

## Source
- (en) Cet article est partiellement ou en totalité issu de l’article de Wikipédia en anglais intitulé « Marion, Mississippi » (voir la liste des auteurs).